# لينوس روش
لينوس روش (بالإنجليزية: Linus Roache)‏ هو ممثل بريطاني ولد في 1 فبراير 1964. اشتهر بدور مايكل كاتر في مسلسل قانون ونظام كذلك اشتهر بدورة للملك ايكبرت في مسلسل فايكنقز

## قائمة الأفلام
- قس (1994)
- أجنحة الحمامة (1997)
- هارتس وار (2002)
- خارج الحدود (2003)
- المنسي (2004)
- سجلات ريديك (2004)
- بداية باتمان (2005)
- السمي (2006)
- البراءة (2013)
- بلا توقف (2014)
- باري (2016)
- ماندي (2018)
- دعوة للتجسس (2019)
- الشرطي الخاص بي (2022)

## روابط خارجية
- لينوس روتشي على موقع IMDb (الإنجليزية)
- لينوس روتشي على موقع ألو سيني (الفرنسية)
- لينوس روتشي على موقع ميوزك برينز (الإنجليزية)
- لينوس روتشي على موقع أول موفي (الإنجليزية)
- لينوس روتشي على موقع قاعدة بيانات الأفلام السويدية (السويدية)
- لينوس روتشي على موقع إن إن دي بي (الإنجليزية)
- لينوس روتشي على موقع ديسكوغز (الإنجليزية)
- لينوس روتشي على موقع قاعدة بيانات الفيلم (الإنجليزية)
- لينوس روتشي على موقع كينوبويسك (الروسية)